# Андрей Москов
Андрей Атанасов Москов е български скулптор.

## Биография
Завършва Художествената академия в София, специалност скулптура през 1988 г. Работи в областта на малката пластика и монументалната скулптура. Представя творчеството си в над двадесет самостоятелни изложби в България и в чужбина. Участва в специализирани изложби и в международни симпозиуми по скулптура.
Негови произведения притежават частни колекционери, както в България, така и в САЩ, Русия, Япония, Франция, Италия, Германия, Гърция, Македония, Турция, Белгия, Холандия, Южна Корея, Швеция, Туркмения и мн. др., а също изтъкнати политици, сред които:
американският държавен секретар Хилари Клинтън, кметът на Москва Юрий Лужков, президентът на Казахстан Нурсултан Назърбаев, председателят на парламента на Казахстан Серикболсин Абдилин и др., както и бизнесмени.

## Творчество
Автор е на статуетки призове на:
- Статуетка на дамски бизнес клуб „Етерна“,
- Статуетка на автономен институт „Симба“,
- Статуетка „Св. Никола“, връчвана от Международна ортодоксална банка „Св. Никола“,
- Годишна награда на министъра на отбраната 2001 – 2003,
- Меч „Ромфея“ – годишна награда на галерия „Ромфея“,
- Награди „Тракия фолк“ 2003,
- Годишни награди на Съюза на фармацевтите в България 2003-2007,
- Годишна награда на вестник „Черноморски фар“ 2005, 2010,
- Годишна награда „Офицер на годината“ 2005-2007,
- Годишна награда на Федерацията по стрелба с лък за 2005 г.,
- Ежегодни награди „Банкер на годината“ на вестник „Банкеръ“,
- Ежегодни награди на телевизия „Планета“,
- Статуетка „Лъв“ на Лайънс клуб – Пазарджик,
- Награда „Български лъв“ на адвокатстко дружество „Пенков, Марков и партньори“.